# Charles De Geer
Aquest autor és citat en taxonomia animal amb el nom «De Geer».
Charles De Geer també conegut com a Carl De Geer (Finspång, Suècia, 30 de gener del 1720-Estocolm, Suècia, 7 de març de 1778) fou un entomòleg i empresari suec.
De Geer nasqué a Finspång com fill de Jean Jacques De Geer i Jacqueline van Assendelft. A l'edat de tres anys va emigrar cap a Utrecht (Països Baixos) on tenia parents. Hiva viure i començar els seus estudis a la Universitat d'Utrecht fins al 1739, quan un oncle seu, mort sense descendència directa li va deixar una important forja industrial a Lövstabruk a Uppland. Va ser deixeble de Carl von Linné a la Universitat d'Uppsala i va ser elegit el mateix any com membre de la Reial Acadèmia Sueca de Ciències. El 1743 va casar-se amb la barona Katarina Charlotta Ribbing. El 1748 esdevingué membre de l'Acadèmia Francesa de les Ciències.
El 1752 publicà la seva obra principal, Mémoires pour servir à l'histoire des insectes al qual va descriure meticulosament uns 1466 insectes i altres artròpodes, dels quals uns 700 van entrar al sistema binomial. No és convençut de la necessitat de seguir el sistema de la nomenclatura binomial desenvolupat per Linné al qual el 16 d'octubre del 1772 va escriure «No veiem tots les coses de la mateixa manera, i l'home té la feblesa enamorar-se massa en la seva pròpia opinió».
És sebollit amb la seva esposa a la catedral d'Uppsala.
Insectes que ha descrit
- Dermàpter (ordre)
- Àcar de la sarna
- Poll del cabell
- Escarabat del rellotge de la mort
- Corc comú

Insectes que porten el seu nom
- Degeeriella, una família de puces
- Nemophora degeerella, una arna
- Crematogaster degeeri, una formiga

Obra principal
- Mémoires pour servir à l'histoire des insectes (Llibre electrònic) (en francès).  Estocolm: Hesselberg, 1752-1778.[Enllaç no actiu]